# 375007 Buxy
375007 Buxy è un asteroide della fascia principale. Scoperto nel 2007, presenta un'orbita caratterizzata da un semiasse maggiore pari a 2,7975797 UA e da un'eccentricità di 0,1167195, inclinata di 10,30581° rispetto all'eclittica.